# Куендат
Куендат — река в Томской области России, правый приток Чулыма. Устье реки находится в 317 км от устья по правому берегу Чулыма. Протяжённость реки 80 км, площадь бассейна — 774 км². В 47 км от устья справа впадает река Куличек.
Возле устья расположено село Первомайское.

## Данные водного реестра
По данным государственного водного реестра России относится к Верхнеобскому бассейновому округу, водохозяйственный участок реки — Чулым от водомерного поста села Зырянское до устья, речной подбассейн реки — Чулым. Речной бассейн реки — (Верхняя) Обь до впадения Иртыша.
Код водного объекта — 13010400312115200021186.